# Saint-Martin-le-Pin
Pour les articles homonymes, voir Saint-Martin.
Saint-Martin-le-Pin est une commune française située dans le département de la Dordogne, en région Nouvelle-Aquitaine.
Elle est intégrée au parc naturel régional Périgord-Limousin.

## Géographie

### Généralités
Dans le nord du département de la Dordogne, à l'intérieur du parc naturel régional Périgord-Limousin, la commune de Saint-Martin-le-Pin se trouve dans le Nontronnais. C'est une commune rurale qui fait partie de l'aire d'attraction de Nontron, zonage d’étude défini par l'Insee, qui a remplacé en 2020 l'aire urbaine de Nontron dont la commune faisait partie. Elle est bordée par le Bandiat et par son affluent la Doue.
Traversé par la route départementale (RD) 94, le petit bourg est arrosé par le ruisseau de Saint-Martin, affluent du Bandiat. Il se situe, en distances orthodromiques, cinq kilomètres au nord-ouest de Nontron et quinze kilomètres au sud-est de Montbron.
La commune est également desservie par la RD 75 qui va d'Angoulême à Nontron (RD 4 dans la partie charentaise) et qui longe la vallée du Bandiat.

### Communes limitrophes
Saint-Martin-le-Pin est limitrophe de cinq autres communes. Son territoire est distant d'environ 460 mètres de celui de Teyjat au nord-ouest et de 500 mètres de celui d'Augignac à l'est.
|                                       | Le Bourdeix              |         |
| Javerlhac-et-la-Chapelle-Saint-Robert | Saint-Martin-le-Pin      | Nontron |
| Lussas-et-Nontronneau                 | Saint-Martial-de-Valette |         |

### Géologie et relief

#### Géologie
Situé sur la plaque nord du Bassin aquitain et bordé à son extrémité nord-est par une frange du Massif central, le département de la Dordogne présente une grande diversité géologique. Les terrains sont disposés en profondeur en strates régulières, témoins d'une sédimentation sur cette ancienne plate-forme marine. Le département peut ainsi être découpé sur le plan géologique en quatre gradins différenciés selon leur âge géologique. Saint-Martin-le-Pin est située dans le deuxième gradin à partir du nord-est, un plateau formé de roches calcaires très dures du Jurassique que la mer a déposées par sédimentation chimique carbonatée, en bancs épais et massifs.
Les couches affleurantes sur le territoire communal sont constituées de formations superficielles du Quaternaire et de roches sédimentaires datant pour certaines du Cénozoïque, et pour d'autres du Mésozoïque et du Paléozoïque, ainsi que de roches magmatiques.
Le sol sur le plateau a un caractère sablo-argileux, les roches calcaires proviennent de l'étage du Bajocien. Une faille normale traverse le bourg de Saint-Martin-le-Pin de direction nord-ouest à sud-est. Le long de la faille on trouve des filons de minerais : quartz avec de la galène contenant moins de 2 % de plomb. Autrefois on extrayait du fer près de Talivaud. La commune est à la limite du Bassin aquitain et du socle granitique limousin (massif de Piégut-Pluviers) qui appartient au Massif central.
La formation la plus ancienne, notée γ3-4, fait partie des granodiorites de Piégut-Pluviers, composée de granite à biotite, structure équante, grain moyen à grossier, en massif (Carbonifère supérieur). La formation la plus récente, notée CFp, fait partie des formations superficielles de type colluvions indifférenciées de versant, de vallon et plateaux issues d'alluvions, molasses, altérites. Le descriptif de ces couches est détaillé dans  les feuilles « no 710 - Montbron » et « no 734 - Nontron » de la carte géologique au 1/50 000 de la France métropolitaine, et leurs notices associées,.

Carte géologique de Saint-Martin-le-Pin.

#### Relief et paysages
Le département de la Dordogne se présente comme un vaste plateau incliné du nord-est (491 mètres, à la forêt de Vieillecour dans le Nontronnais, à Saint-Pierre-de-Frugie) au sud-ouest (2 mètres à Lamothe-Montravel). L'altitude du territoire communal varie quant à elle entre 127 mètres et 302 mètres,.
Dans le cadre de la Convention européenne du paysage entrée en vigueur en France le 1er juillet 2006, renforcée par la loi du 8 août 2016 pour la reconquête de la biodiversité, de la nature et des paysages, un atlas des paysages de la Dordogne a été élaboré sous maîtrise d’ouvrage de l’État et publié en octobre 2020. Les paysages du département s'organisent en huit unités paysagères,. La commune fait partie du Périgord central, un paysage vallonné, aux horizons limités par de nombreux bois, plus ou moins denses, parsemés de prairies et de petits champs.
La superficie cadastrale de la commune publiée par l'Insee, qui sert de référence dans toutes les statistiques, est de 15,54 km2,,. La superficie géographique, issue de la BD Topo, composante du Référentiel à grande échelle produit par l'IGN, est quant à elle de 15,99 km2.

### Hydrographie

#### Réseau hydrographique
La commune est située dans le bassin versant de la Charente au sein du Bassin Adour-Garonne. Elle est drainée par le Bandiat, la Doue, le ruisseau de Combas, le ruisseau de Saint-Martin, le ruisseau des Vergnes et par deux petits cours d'eau, qui constituent un réseau hydrographique de 19 km de longueur totale,.
Le Bandiat, d'une longueur totale de 91,35 km, prend sa source dans la Haute-Vienne dans la commune de La Chapelle-Montbrandeix et se jette dans la Tardoire en rive gauche en Charente à Agris. Il arrose la commune au sud sur trois kilomètres et demi, dont deux et demi lui servent de limite naturelle en deux tronçons, face à Lussas-et-Nontronneau et Saint-Martial-de-Valette.
La Doue, d'une longueur totale de 17,45 km, prend sa source dans la commune de Piégut-Pluviers et se jette dans le Bandiat en rive droite à Javerlhac-et-la-Chapelle-Saint-Robert,. Elle marque la limite communale au nord-ouest sur deux kilomètres, face à Javerlhac-et-la-Chapelle-Saint-Robert et Le Bourdeix.
Son affluent de rive droite le ruisseau de Combas borde la commune au nord sur trois kilomètres et demi.
Autres affluents de rive droite du Bandiat, le ruisseau de Saint-Martin prend sa source dans l'est de la commune dont il traverse le territoire en direction de l'ouest sur plus de quatre kilomètres dont un kilomètre en limite de Javerlhac-et-la-Chapelle-Saint-Robert, et au sud-est, la quasi-totalité du cours du ruisseau des Vergnes sert de limite territoriale sur plus de trois kilomètres, face à Nontron et Saint-Martial-de-Valette.

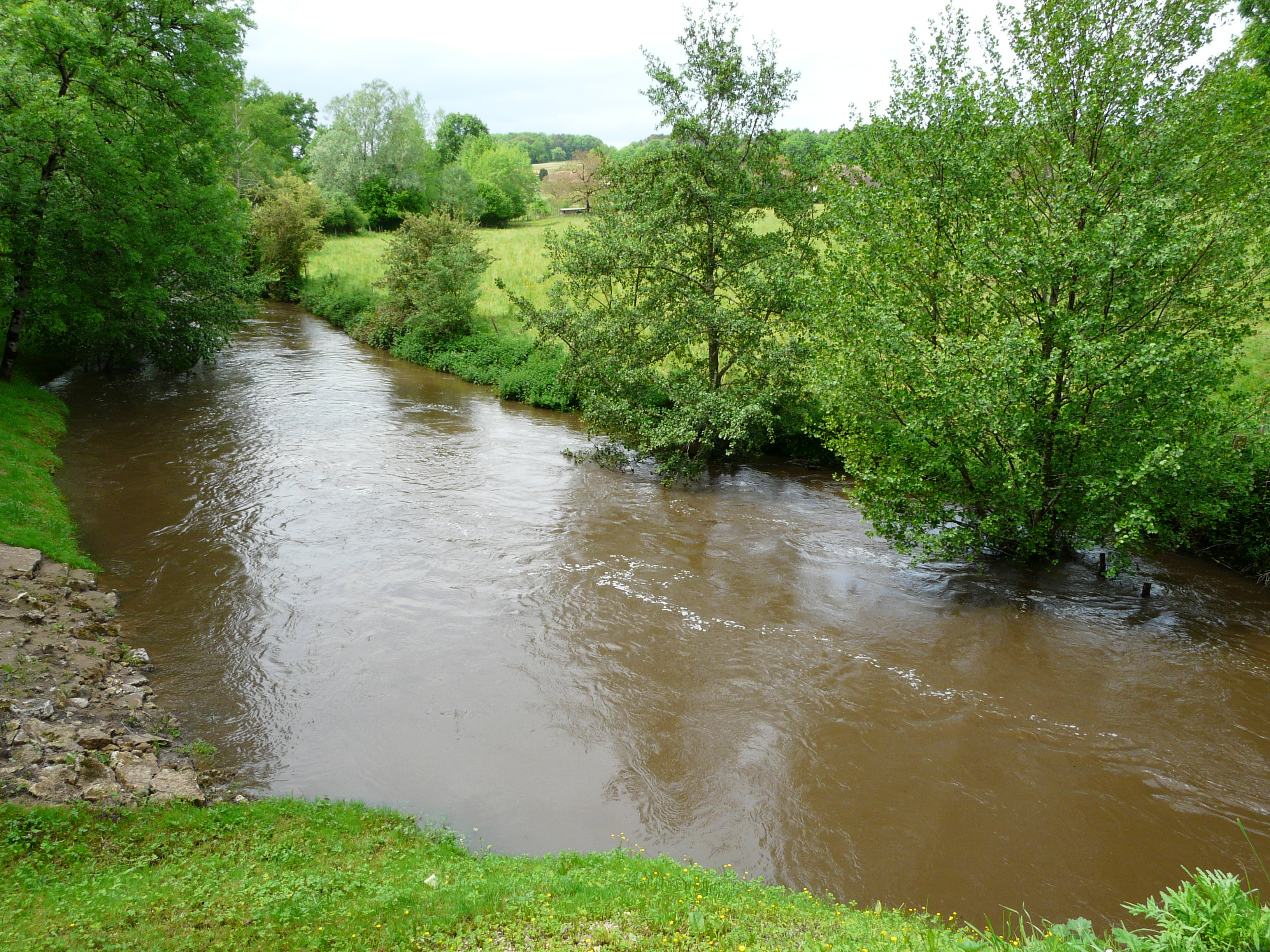
Le Bandiat en aval du pont d'Ars.
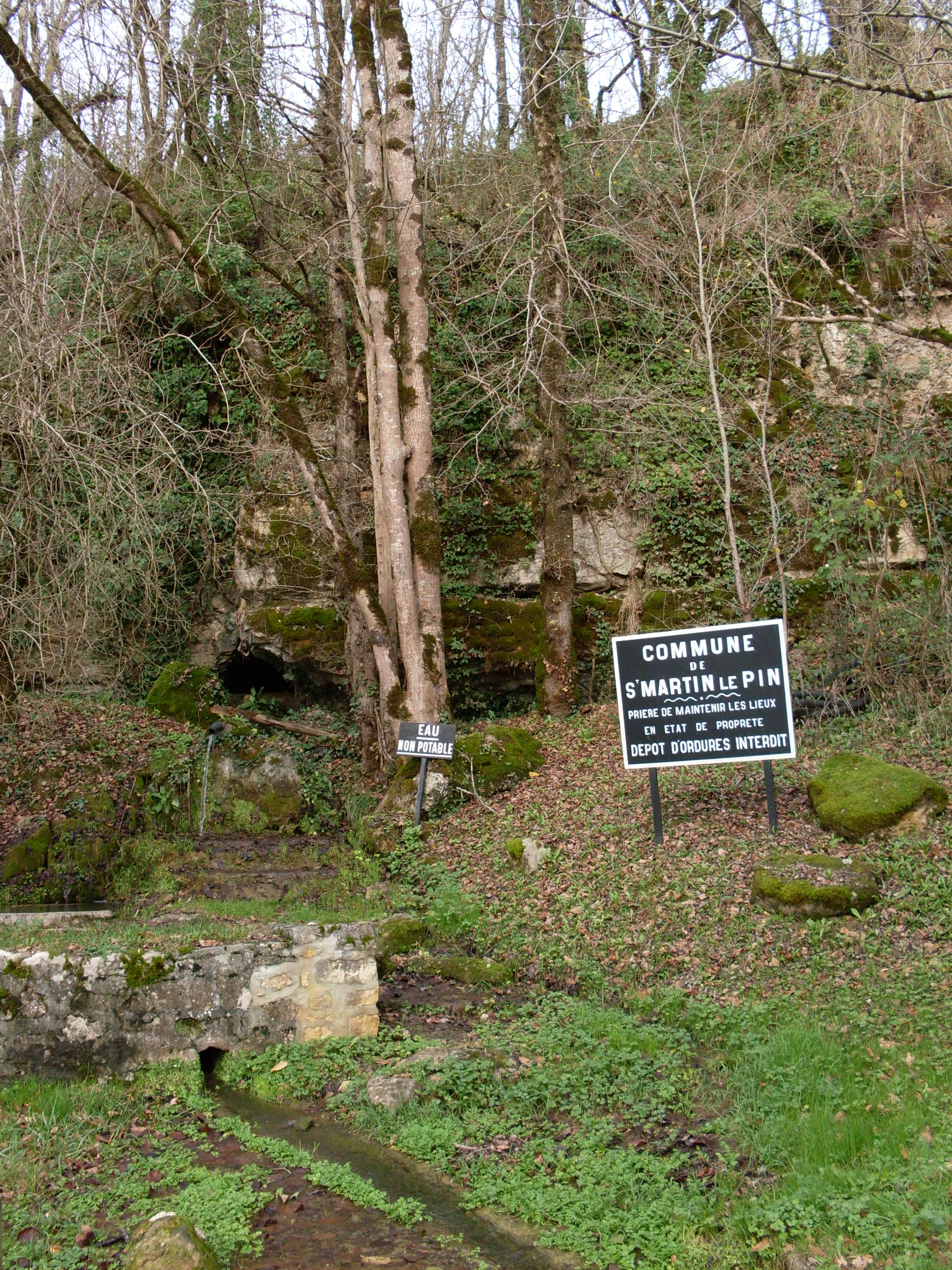
Source qui sort d'une grotte dans une falaise au bord de la RD 75, sur le territoire de Saint-Martin-le-Pin.
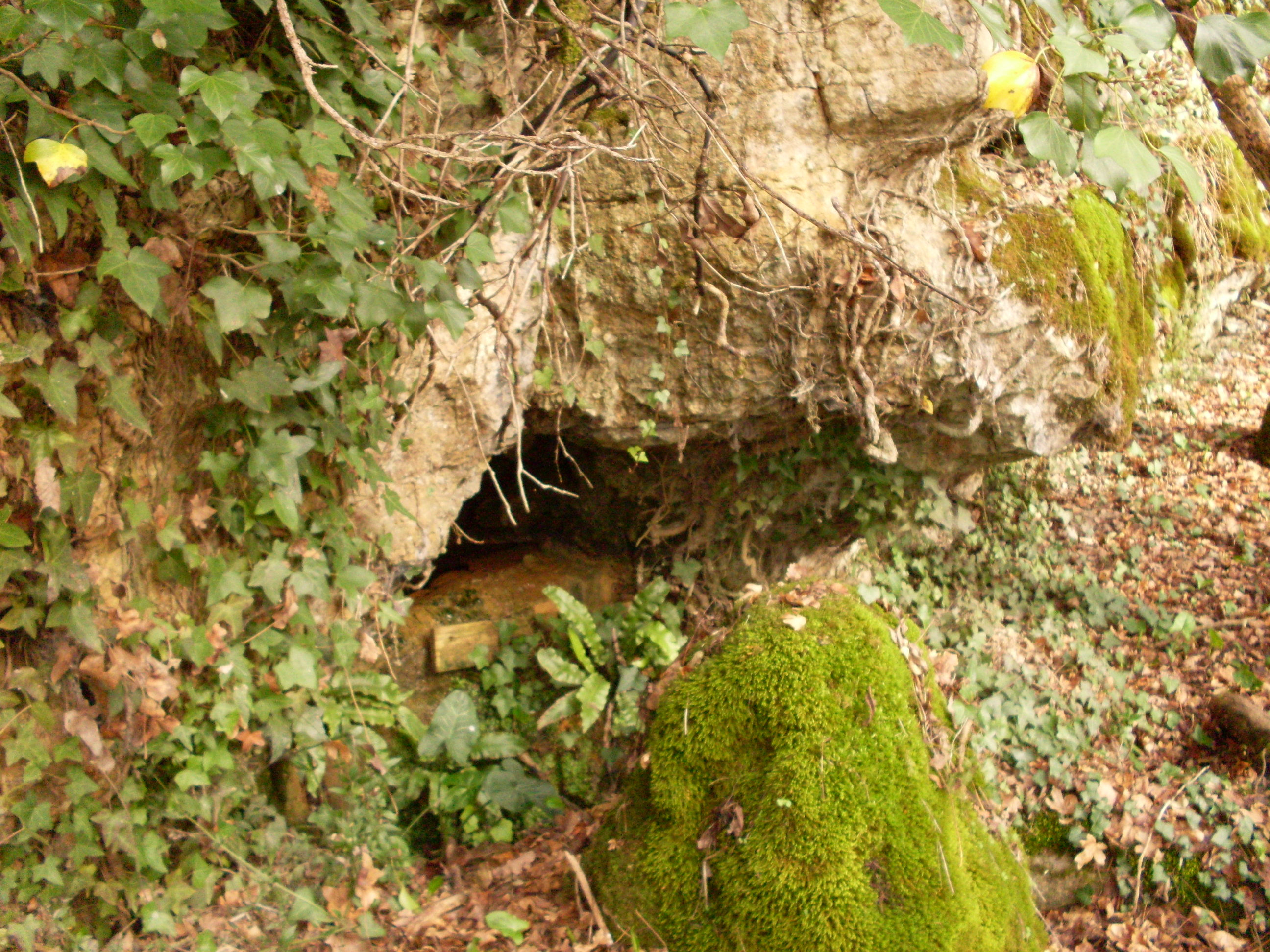
La source dans la grotte.
Réseaux hydrographique et routier de Saint-Martin-le-Pin.

#### Gestion et qualité des eaux
Le territoire communal est couvert par le schéma d'aménagement et de gestion des eaux (SAGE) « Charente ». Ce document de planification, dont le territoire correspond au bassin de la Charente, d'une superficie de 9 300 km2, a été approuvé le 19 novembre 2019. La structure porteuse de l'élaboration et de la mise en œuvre est l'établissement public territorial de bassin Charente. Il définit sur son territoire les objectifs généraux d’utilisation, de mise en valeur et de protection quantitative et qualitative des ressources en eau superficielle et souterraine, en respect des objectifs de qualité définis dans le troisième SDAGE  du Bassin Adour-Garonne qui couvre la période 2022-2027, approuvé le 10 mars 2022.
La qualité des eaux de baignade et des cours d’eau peut être consultée sur un site dédié géré par les agences de l’eau et l’Agence française pour la biodiversité.

### Climat
Pour des articles plus généraux, voir Climat de la Nouvelle-Aquitaine et Climat de la Dordogne.
Historiquement, la commune est dans une zone de transition entre les climats océaniques aquitain et limousin.  
En 2020, Météo-France publie une typologie des climats de la France métropolitaine dans laquelle la commune est exposée à un climat océanique altéré et est dans la région climatique  Aquitaine, Gascogne, caractérisée par une pluviométrie abondante au printemps, modérée en automne, un faible ensoleillement au printemps, un été chaud (19,5 °C), des vents faibles, des brouillards fréquents en automne et en hiver et des orages fréquents en été (15 à 20 jours).
Pour la période 1971-2000, la température annuelle moyenne est de 12,1 °C, avec  une amplitude thermique annuelle de 14,9 °C. Le cumul annuel moyen de précipitations est de 1 090 mm, avec 12,9 jours de précipitations en janvier et 7,6 jours en juillet. Pour la période 1991-2020, la température moyenne annuelle observée sur la station météorologique la plus proche, située sur la commune de La Coquille à 28 km à vol d'oiseau, est de 12,1 °C et le cumul annuel moyen de précipitations est de 1 178,8 mm,. Pour l'avenir, les paramètres climatiques de la commune estimés pour 2050 selon différents scénarios d’émission de gaz à effet de serre sont consultables sur un site dédié publié par Météo-France en novembre 2022.

## Urbanisme

### Typologie
Au 1er janvier 2024, Saint-Martin-le-Pin est catégorisée commune rurale à habitat très dispersé, selon la nouvelle grille communale de densité à 7 niveaux définie par l'Insee en 2022.
Elle est située hors unité urbaine. Par ailleurs la commune fait partie de l'aire d'attraction de Nontron, dont elle est une commune de la couronne,. Cette aire, qui regroupe 19 communes, est catégorisée dans les aires de moins de 50 000 habitants,.

### Occupation des sols
L'occupation des sols de la commune, telle qu'elle ressort de la base de données européenne d’occupation biophysique des sols Corine Land Cover (CLC), est marquée par l'importance des territoires agricoles (56,6 % en 2018), une proportion sensiblement équivalente à celle de 1990 (57,3 %). La répartition détaillée en 2018 est la suivante : 
forêts (41,6 %), zones agricoles hétérogènes (34,3 %), prairies (20,7 %), milieux à végétation arbustive et/ou herbacée (1,8 %), terres arables (1,6 %). L'évolution de l’occupation des sols de la commune et de ses infrastructures peut être observée sur les différentes représentations cartographiques du territoire : la carte de Cassini (XVIIIe siècle), la carte d'état-major (1820-1866) et les cartes ou photos aériennes de l'IGN pour la période actuelle (1950 à aujourd'hui).

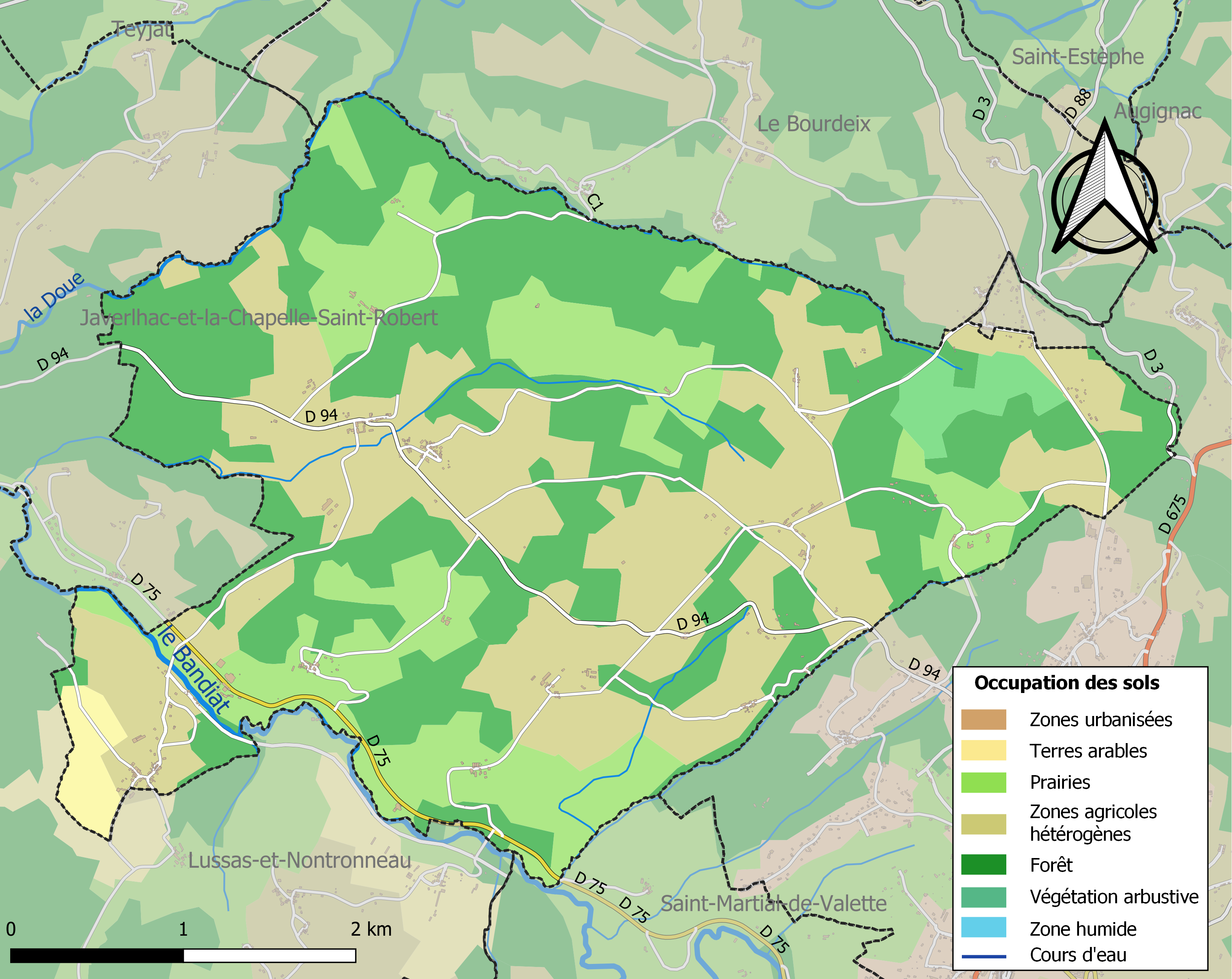
Carte des infrastructures et de l'occupation des sols de la commune en 2018 (CLC).

### Villages, hameaux et lieux-dits
- Ars
- au Combaou
- Blanchetière
- Bosredon
- Chantemerle
- Chez Bini
- Chez Garni
- Chez Thomas
- Crachat
- Jourdonnière
- la Borderie
- la Combe au Cros
- la Tuilière
- Lacaud
- le Chêne Vert
- le Grand Village
- le Moulin d'Ars
- le Moulin de Chez Jouanaud
- le Moulin de la Côte
- les Cazes
- les Vignes
- Lespinasse
- Loradour
- Mérignac
- Pas Brouillet
- Ribeyrolle
- Talivaud
- Tranchecouyère

### Prévention des risques
Le territoire de la commune de Saint-Martin-le-Pin est vulnérable à différents aléas naturels : météorologiques (tempête, orage, neige, grand froid, canicule ou sécheresse), feux de forêts, mouvements de terrains et séisme (sismicité faible). Un site publié par le BRGM permet d'évaluer simplement et rapidement les risques d'un bien localisé soit par son adresse soit par le numéro de sa parcelle.
Saint-Martin-le-Pin est exposée au risque de feu de forêt. L’arrêté préfectoral du 14 mars 2013 fixe les conditions de pratique des incinérations et de brûlage dans un objectif de réduire le risque de départs d’incendie. À ce titre, des périodes sont déterminées : interdiction totale du 15 février au 15 mai et du 15 juin au 15 octobre, utilisation réglementée du 16 mai au 14 juin et du 16 octobre au 14 février. En septembre 2020, un plan inter-départemental de protection des forêts contre les incendies (PidPFCI) a été adopté pour la période 2019-2029,.

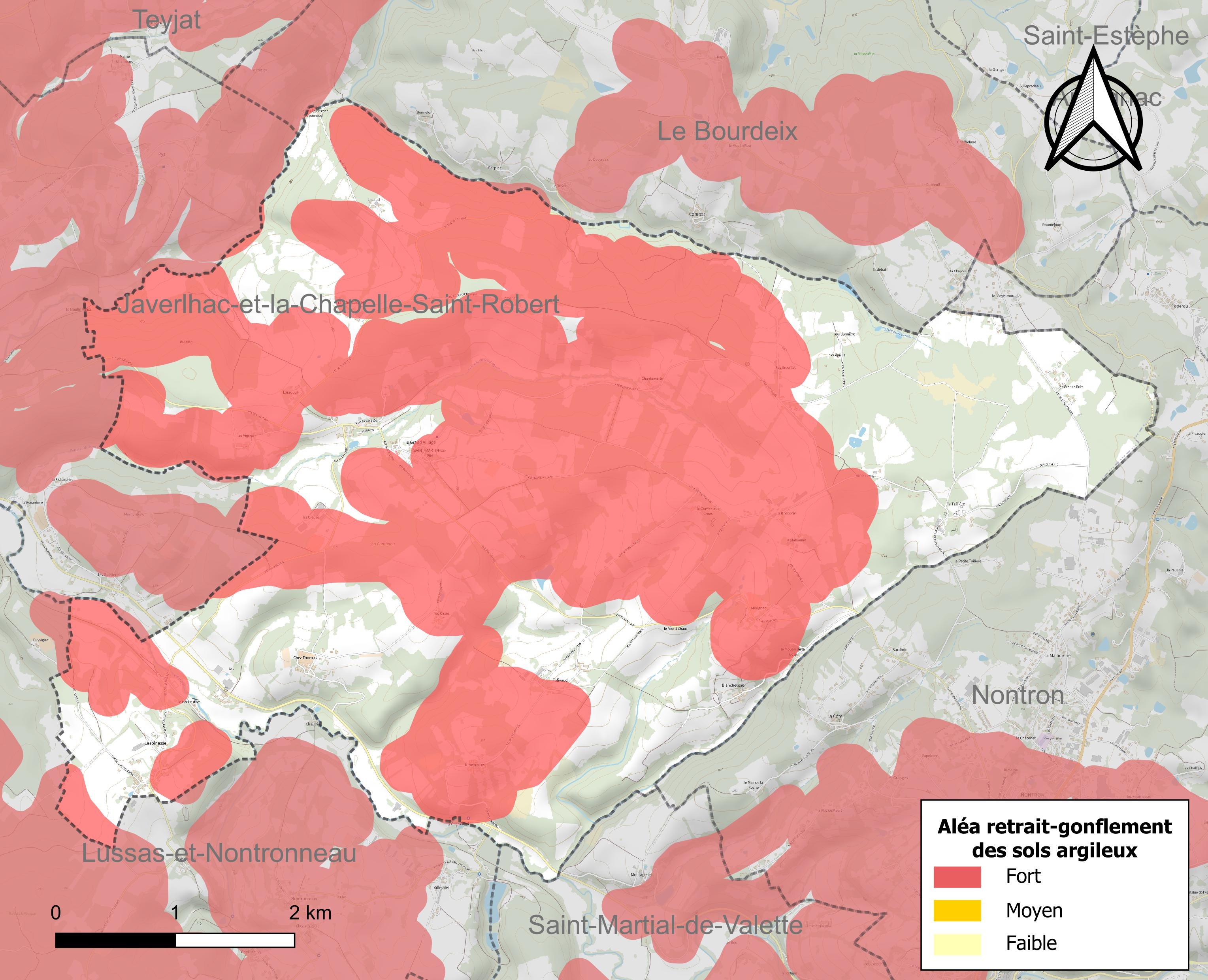
Carte des zones d'aléa retrait-gonflement des sols argileux de Saint-Martin-le-Pin.

Les mouvements de terrains susceptibles de se produire sur la commune sont des tassements différentiels. Le retrait-gonflement des sols argileux est susceptible d'engendrer des dommages importants aux bâtiments en cas d’alternance de périodes de sécheresse et de pluie. 59,7 % de la superficie communale est en aléa moyen ou fort (58,6 % au niveau départemental et 48,5 % au niveau national métropolitain). Depuis le 1er octobre 2020, en application de la loi ÉLAN, différentes contraintes s'imposent aux vendeurs, maîtres d'ouvrages ou constructeurs de biens situés dans une zone classée en aléa moyen ou fort,.
La commune a été reconnue en état de catastrophe naturelle au titre des dommages causés par les inondations et coulées de boue survenues en 1982, 1983 et 1999, par la sécheresse en 1989, 1992, 2005 et 2011 et par des mouvements de terrain en 1999.

## Toponymie
Le nom de la commune fait référence à saint Martin, évêque de Tours au IVe siècle. Selon Chantal Tanet et Tristan Hordé, la deuxième partie du nom correspond au pin.
En occitan, la commune porte le nom de Sent Martin lu Pench (« Saint Martin le Peint »), selon Bénédicte Fénié, en contradiction avec l'analyse précédente.
Sur la planète Mars, en février 2021, un affleurement rocheux étudié par l'astromobile Curiosity de la NASA, est baptisé d'après le lieu-dit Tranchecouyère, situé un kilomètre au nord-ouest du bourg.

## Histoire
La première mention écrite connue du lieu remonte à l'an 1252, sous la forme Sanctus Martinus Pictus, qui serait une latinisation fautive de « Saint Martin (de) Pin », entendu comme « Saint Martin (de) Peint ».
Sur la carte de Cassini représentant la France entre 1756 et 1789, le village est encore identifié sous le nom de « Saint Martin le Peint ».
La commune porta, au cours de la période révolutionnaire de la Convention nationale (1792-1795), le nom de « Le Chêne-Vert ».

## Politique et administration

### Rattachements administratifs et électoraux
Dès 1790, la commune de Saint-Martin-le-Pin est rattachée au canton de Javerlhac qui dépend du district de Nontron jusqu'en 1795, date de suppression des districts. Lorsque ce canton est supprimé par la loi du 8 pluviôse an IX (28 janvier 1801) portant sur la « réduction du nombre de justices de paix », la commune est rattachée au canton de Nontron dépendant de l'arrondissement de Nontron.
Dans le cadre de la réforme de 2014 définie par le décret du 21 février 2014, ce canton disparaît aux élections départementales de mars 2015. La commune est alors rattachée électoralement au canton du Périgord vert nontronnais.

### Intercommunalité
Fin 2002, Saint-Martin-le-Pin intègre dès sa création la communauté de communes du Périgord Nontronnais. Celle-ci est dissoute au 31 décembre 2013 et remplacée au 1er janvier 2014 par la communauté de communes du Périgord vert nontronnais. Au 1er janvier 2017, celle-ci fusionne avec la communauté de communes du Haut-Périgord pour former la nouvelle communauté de communes du Périgord Nontronnais.

### Administration municipale
La population de la commune étant comprise entre 100 et 499 habitants au recensement de 2017, onze conseillers municipaux ont été élus en 2020,.

### Liste des maires
| Période                                  | Période  | Identité      | Étiquette | Qualité                                    |
| ---------------------------------------- | -------- | ------------- | --------- | ------------------------------------------ |
| Les données manquantes sont à compléter. |          |               |           |                                            |
|                                          |          |               |           |                                            |
| années 1950                              | ?        | René Coussy   | RGR       | Agriculteur Conseiller général (1949-1954) |
|                                          |          |               |           |                                            |
| 2001                                     | mai 2020 | Marcel Lavoix | SE        | Vendeur                                    |
| mai 2020                                 | En cours | Michèle Arlot |           |                                            |

## Équipements et services publics

### Justice
En 2023, dans le domaine judiciaire, Saint-Martin-le-Pin relève : 
- du tribunal judiciaire, du tribunal pour enfants, du conseil de prud'hommes et du tribunal de commerce de Périgueux ;
- du pôle Nationalité du tribunal judiciaire de Périgueux (compétent uniquement dans le domaine de la nationalité) ;
- de la cour d'appel, du tribunal administratif et de la  cour administrative d'appel de Bordeaux.

## Population et société

### Démographie
L'évolution du nombre d'habitants est connue à travers les recensements de la population effectués dans la commune depuis 1793. Pour les communes de moins de 10 000 habitants, une enquête de recensement portant sur toute la population est réalisée tous les cinq ans, les populations de référence des années intermédiaires étant quant à elles estimées par interpolation ou extrapolation. Pour la commune, le premier recensement exhaustif entrant dans le cadre du nouveau dispositif a été réalisé en 2007.

En 2022, la commune comptait 273 habitants, en évolution de −1,09 % par rapport à 2016 (Dordogne : +0,37 %, France hors Mayotte : +2,11 %).
| 1793 | 1800 | 1806 | 1821 | 1831 | 1836 | 1841 | 1846 | 1851 |
| ---- | ---- | ---- | ---- | ---- | ---- | ---- | ---- | ---- |
| 680  | 650  | 650  | 607  | 634  | 699  | 688  | 657  | 660  |

| 1856 | 1861 | 1866 | 1872 | 1876 | 1881 | 1886 | 1891 | 1896 |
| ---- | ---- | ---- | ---- | ---- | ---- | ---- | ---- | ---- |
| 659  | 671  | 656  | 624  | 648  | 639  | 672  | 643  | 600  |

| 1901 | 1906 | 1911 | 1921 | 1926 | 1931 | 1936 | 1946 | 1954 |
| ---- | ---- | ---- | ---- | ---- | ---- | ---- | ---- | ---- |
| 568  | 549  | 536  | 456  | 453  | 431  | 414  | 413  | 392  |

| 1962 | 1968 | 1975 | 1982 | 1990 | 1999 | 2006 | 2007 | 2012 |
| ---- | ---- | ---- | ---- | ---- | ---- | ---- | ---- | ---- |
| 394  | 405  | 311  | 292  | 303  | 305  | 301  | 300  | 289  |

| 2017 | 2022 | - | - | - | - | - | - | - |
| ---- | ---- | - | - | - | - | - | - | - |
| 271  | 273  | - | - | - | - | - | - | - |

## Économie

### Emploi
En 2015, parmi la population communale comprise entre 15 et 64 ans, les actifs représentent 132 personnes, soit 46,8 % de la population municipale. Le nombre de chômeurs (cinq) a diminué par rapport à 2010 (treize) et le taux de chômage de cette population active s'établit à 3,9 %.

### Établissements
Au 31 décembre 2015, la commune compte vingt-cinq établissements, dont neuf au niveau des commerces, transports ou services, cinq dans l'agriculture, la sylviculture ou la pêche, quatre relatifs au secteur administratif, à l'enseignement, à la santé ou à l'action sociale, quatre dans l'industrie, et trois dans la construction.

## Culture locale et patrimoine

### Lieux et monuments
- Église Saint-Martin, romane du XIIe siècle, inscrite au titre des monuments historiques depuis 1942 pour ses toitures et façades[62],[63].
- Château de Saint-Martin-le-Pin, XVIIe siècle, près de l'église.
- Manoir des Cazes, XIXe siècle avec des parties plus anciennes.
- Talivaud, maison de maître du début du XIXe siècle[64].

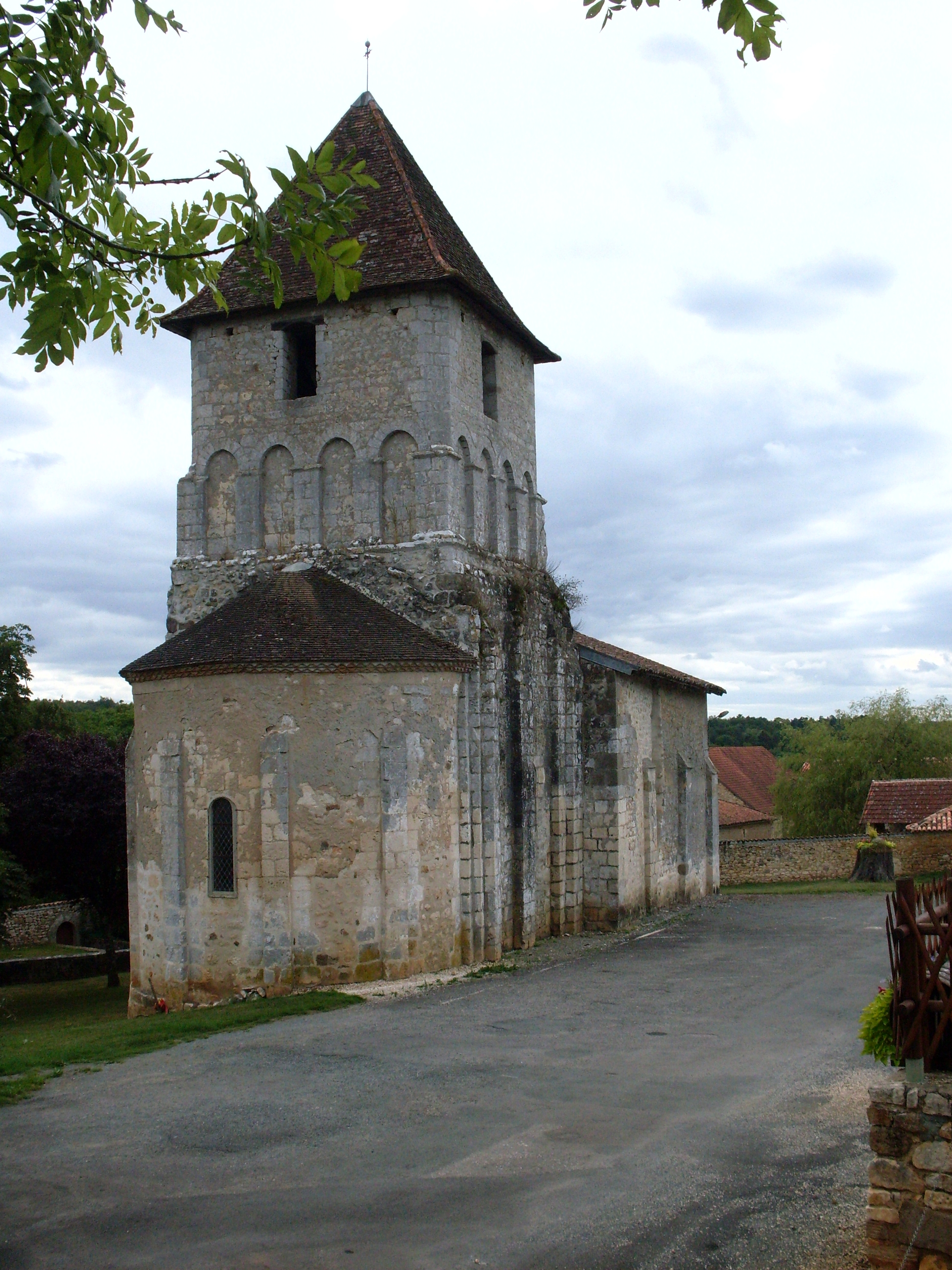
L'église Saint-Martin romane du XIIe siècle.
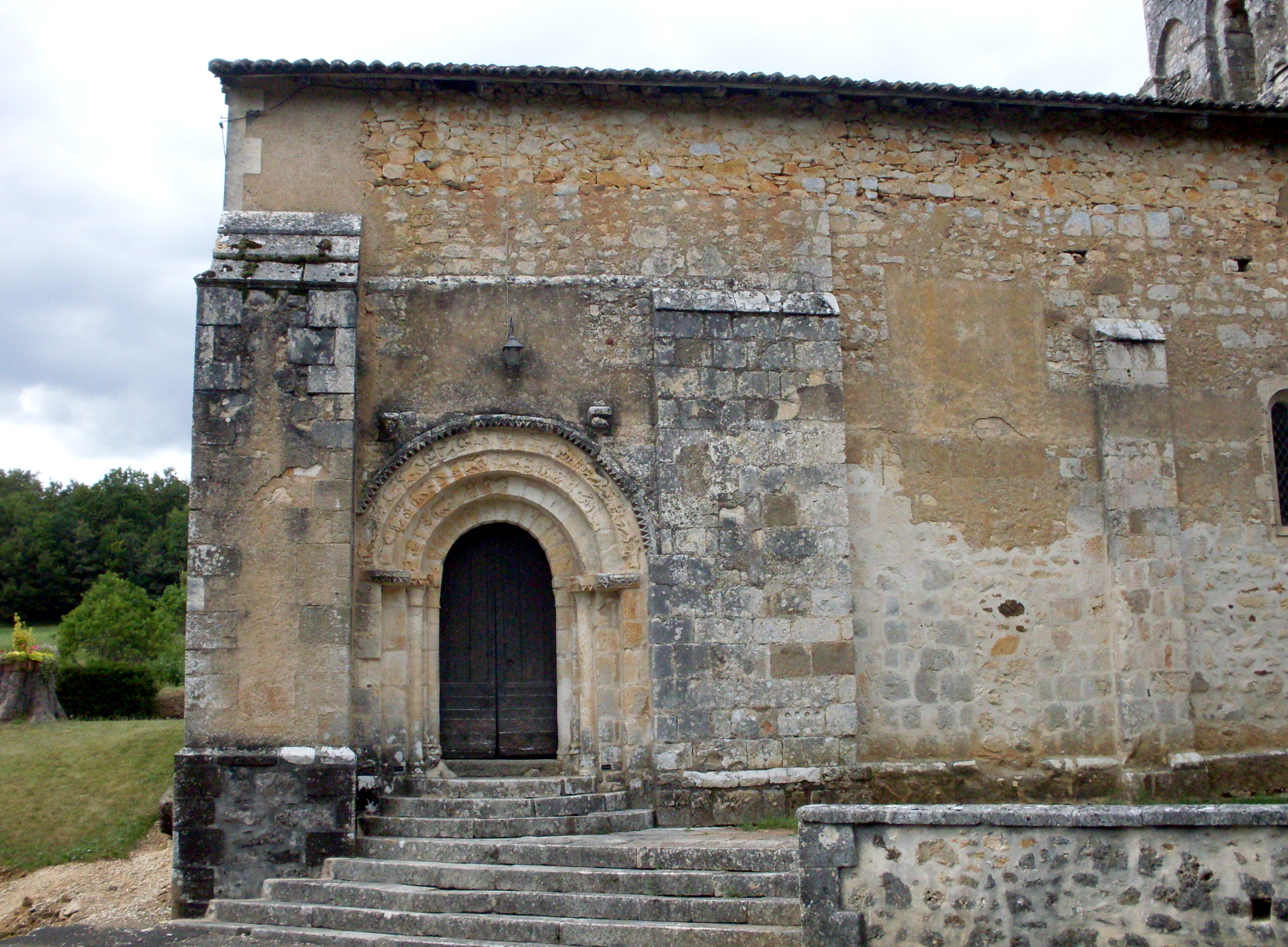
L'entrée de l'église.
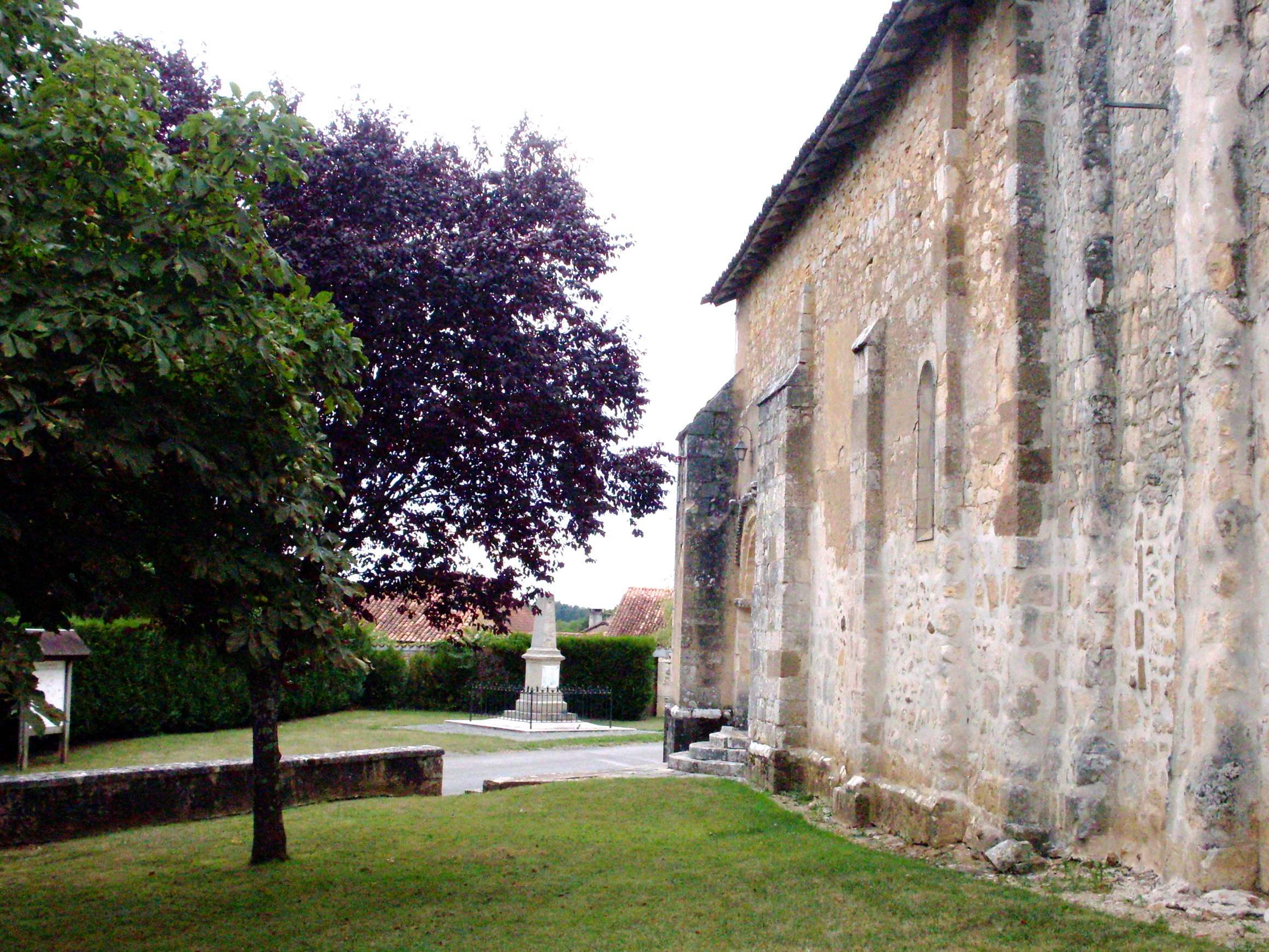
Façade de l'église, et au fond le monument aux morts.

### Patrimoine naturel
La commune fait partie du parc naturel régional Périgord-Limousin depuis la création de celui-ci en 1998, adhésion renouvelée en 2011.
Les vallées du Bandiat et de ses affluents (Doue et ruisseau de Saint-Martin) ou sous-affluent (ruisseau de Combas) sont protégées dans leur traversée de la commune au titre de la zone naturelle d'intérêt écologique, faunistique et floristique (ZNIEFF) de type I « Vallées du réseau hydrographique du Bandiat » dont la flore est constituée de près d'une centaine d'espèces de plantes, dont deux sont considérées comme déterminantes : l'aigremoine élevée, ou aigremoine odorante (Agrimonia procera) et la jacinthe des bois, ou jacinthe sauvage (Hyacinthoides non-scripta),.

### Personnalités liées à la commune
- Nicolas de La Brousse (1648-1693), comte de Verteillac et maréchal de camp, est né au château de Saint-Martin-le-Pin.

## Pour approfondir